# Jakob Steigmiller
Jakob Steigmiller (né le 1er janvier 1990 à Biberach an der Riß) est un coureur cycliste allemand.

## Biographie
En catégorie junior, Jakob Steigmiller est champion d'Allemagne de poursuite par équipes en 2007, et de poursuite individuelle et du contre-la-montre en 2008. Ses résultats lui valent des sélections en équipe d'Allemagne sur route et sur piste. Il participe ainsi aux championnats d'Europe de cyclisme sur piste juniors 2008 à Pruszków en Pologne, où il est médaillé de bronze de la poursuite individuelle, de l'américaine et de la poursuite par équipes. Sur route, il remporte en juin avec l'équipe nationale le Münsterland Tour, course par étapes du calendrier international junior, où il devance Guillaume Van Keirsbulck au classement général. Le mois suivant, aux championnats du monde juniors qui se déroulent au Cap en Afrique du Sud, il prend la deuxième place du contre-la-montre sur route. Il y est battu de cinq secondes par le Polonais Michał Kwiatkowski, et devance l'Américain Taylor Phinney de deux secondes.
En 2009, Jakob Steigmiller passe en catégorie espoirs (moins de 23 ans). Il court au Team Cycling Sports, avec lequel il est troisième du Tour de Berlin espoirs. Il est également deuxième du championnat d'Allemagne de poursuite par équipes durant cette saison. En 2010, il rejoint l'équipe continentale allemande Thüringer Energie, dont sont notamment membres les espoirs allemands Marcel Kittel et John Degenkolb. Aux championnats d'Europe de cyclisme sur piste juniors et espoirs, il est médaillé d'argent de la poursuite par équipes espoirs. En 2011, il est deuxième du Tour de Thuringe, troisième du championnat d'Allemagne du contre-la-montre espoirs, cinquième du Chrono champenois. Il participe aux championnats du monde sur piste à Apeldoorn aux Pays-Bas et s'y classe huitième de la poursuite par équipes. Il dispute à nouveau ces championnats en 2012 et se classe neuvième de la poursuite par équipes et quinzième de la course aux points. Sur route, il est à nouveau troisième du championnat national du contre-la-montre espoirs. Avec Thüringer Energie, il se classe quatrième du Tour de Thuringe. Avec l'équipe nationale des moins de 23 ans, il dispute le Tour de l'Avenir, durant lequel il se classe troisième du prologue. Au championnat du monde du contre-la-montre des moins de 23 ans, il représente l'Allemagne avec Jasha Sütterlin, également membre de Thüringer Energie. Il en prend la 24e place, et Sütterlin la huitième.
En septembre 2012, Jakob Steigmiller a été blanchi dans l'affaire dite d'Erfurt. Comme plusieurs autres sportifs allemands, son sang a été traité aux rayons ultraviolets (UV) par le médecin Andreas Franke à la base olympique d'Erfurt. Le Tribunal arbitral du sport allemand (Deutsche Sportschiedsgericht, DIS) a estimé que les pratiques révélées constituent bien une infraction au Code mondial antidopage, le traitement par UV étant une méthode interdite depuis le 1er janvier 2011. Il a cependant considéré que les athlètes concernés n'étaient pas fautifs. Cette décision a été acceptée par l'Agence mondiale antidopage,.
Après la saison 2012, il met fin à sa carrière de coureur. Il annonce vouloir étudier l'anglais et le sport à Cologne.

## Palmarès

### Championnats du monde
- Apeldoorn 2011
  - 8e de la poursuite par équipes
- Melbourne 2012
  - 9e de la poursuite par équipes
  - 15e de la course aux points

### Championnats d'Europe
- Pruszków 2008
  -  Médaillé de bronze de la poursuite individuelle juniors
  -  Médaillé de bronze de l'américaine juniors
  -  Médaillé de bronze de la poursuite par équipes juniors
- Saint-Pétersbourg 2010
  -  Médaillé d'argent de la poursuite par équipes espoirs

### Championnats nationaux
- 2007
  -  Champion d'Allemagne de poursuite par équipes juniors (avec Ralf Matzka, Christopher Schmieg et Michael Riedle)
- 2008
  -  Champion d'Allemagne de poursuite individuelle juniors
  - 2e du championnat d'Allemagne de poursuite par équipes juniors
  - 2e du championnat d'Allemagne de poursuite par équipes
- 2009
  - 2e du championnat d'Allemagne de poursuite par équipes
- 2011
  - 2e du championnat d'Allemagne de poursuite individuelle
  - 2e du championnat d'Allemagne de poursuite par équipes

## Palmarès sur route
- 2008
  -  Champion d'Allemagne du contre-la-montre juniors
  - Münsterland Tour Junior :
    - Classement général
    - 3e étape

  -  Médaillé d'argent du championnat du monde du contre-la-montre juniors
- 2009
  - 3e du Tour de Berlin
- 2011
  - 2e du Tour de Thuringe
  - 3e du championnat d'Allemagne du contre-la-montre espoirs
- 2012
  - 3e du championnat d'Allemagne du contre-la-montre espoirs